# Tuukka Kivioja
Tuukka Kivioja  (* 12. Oktober 1996) ist ein finnischer Unihockeyspieler, der beim Nationalliga-A-Verein UHC Waldkirch-St. Gallen unter Vertrag steht.

## Karriere
Kivioja spielte zwischen 2014 und 2015 bei Kellon Lyönti, einem Verein aus der Region Oulu. 
2016 wechselte er zu Limingan Niittomiehet aus Laminika. Nach zwei Jahren verliess der Finne den Verein in Richtung Oulun Luistinseura.
2021 verkündete der Schweizer Nationalliga-A-Verein UHC Waldkirch-St. Gallen den Transfer des Finnen.